# Contea di Ontario (New York)
La contea di Ontario, in inglese Ontario County, è una contea dell'area centro-occidentale dello Stato di New York negli Stati Uniti. Il capoluogo di contea è Canandaigua.

## Geografia
La contea si trova nel centro-ovest dello Stato e rientra nella regione dei Finger Lakes. Parte del confine orientale è delimitato dal lago Seneca. Nell'area centro meridionale si estende la parte settentrionale del lago Canandaigua. Nell'area sud-occidentale sono situati i laghi Honeoye e Canadice e parte del confine occidentale è delimitato dal lago Hemlock. Un canale di circa 32 km di lunghezza congiunge il lago Seneca al canale Erie. Si tratta di un territorio pianeggiante nella parte settentrionale, mentre verso sud diventa più collinare.
Il capoluogo di contea è la città di Canandaigua che è situata al centro della contea sulla sponda settentrionale del lago omonimo. La città più popolosa è Geneva che è situata sulla sponda nord-occidentale del lago Seneca.

### Contee confinanti
- Contea di Wayne - nord
- Contea di Seneca - est
- Contea di Yates - sud-est
- Contea di Steuben - sud
- Contea di Livingston - ovest
- Contea di Monroe - nord-ovest

## Storia
L'area era abitata da nativi della confederazione irochese, Seneca e Cayuga. Quando furono istituite le Province di New York nel 1683, l'area dell'attuale contea faceva parte della contea di Albany. La contea fu istituita nel 1789 separando il territorio che ne avrebbe fatto parte dalla contea di Montgomery. Il nome deriva da una parola irochese che significa "lago bello". L'area della contea era molto più estesa di quella attuale. Nel 1796 ne venne separata la contea di Steuben e nel 1802 la contea di Genesee. Nel 1821 vennero ceduti parte dei territori che avrebbero costituito le contee di Livingston e Montgomery ed infine nel 1823 vennero ceduti parte dei territori che avrebbero costituito le contee di Wayne e Yates.

## Città
| - Bloomfield - village - Bristol - town - Canadice - town - Canandaigua (capoluogo) - city - Clifton Springs - village - East Bloomfield - town - Farmington - town - Geneva - city - Gorham - town - Hopewell - town | - Manchester - town - Naples - town - Phelps - town - Richmond - town - Rushville - village - Seneca - town - Shortsville - village - South Bristol - town - Victor - town - West Bloomfield - town |